# Том Либ
Том Либ (фр. Tom Leeb; Париз, 21. март 1989) је француски глумац, певач и комичар.

## Биографија
Том Либ је рођен у Паризу 1989. године. Године 2003, као дете, играо је у позоришту са својим оцем у Madame Doubtfire. Пет година је студирао позориште, биоскоп, певање и плес у Њујорку.
Појавио се у филму Avis de mistral, са Жаном Реном 2014. године.
Дана 14. јануара 2020. године, јавни национални телевизијски канал Француске објавио је да је одабрао Тома Либа да представља Француску на такмичењу за песму Евровизије 2020. године. Такмичење је, међутим, отказано 18. марта због пандемије ковида-19.

## Дискографија

### Студијски албуми
| Година | Назив         |
| 2019.  | Recollection  |
| 2020.  | Silver Lining |
| ------ | ------------- |